# 濠江区村落列表
请参看 ：濠江区旅游地图
| 村名   | 创村年代                   | 简介 |
| ------ | -------------------------- | --- |
| 达濠   | 宋                         | 宋末（1279年）渐有人迹。元初有欧、胡等姓人家在象山南麓定居，继而佘、叶、翁等姓亦于此落户，称“踏头埔”。清初始称“达濠”，又名达濠埠、达埠。 |
| 赤港   | 宋                         | 西连达濠村、东接青篮村，素有“达濠地心”之称。以昔运粟木帆船可直通寨之东门，通入之水道称“粟港”（“粟”与“赤”近音），遂以名寨。明隆庆《潮阳县志》已有赤港之称。 |
| 青篮   | 宋                         | 南宋至元代，先后有詹、茆、何、纪等姓人家至此定居。始称青林（此处原为青葱树林），后名青蓝。 |
| 葛洲   | 宋                         | 宋时创乡于东面临海的北山山麓，称“清江乡”。明洪武元年（1368年），因屡遭海寇劫掠，退迁至“凉亭”聚居。后又遭劫，再移今址。因该地生满葛藤，处沙洲之滨，故名。 1946年与东湖、澳头合为“潮光乡”，属潮阳县，1950年自成一乡，1957年又与澳头、东湖并称“潮光乡”，1959年改称大队，1975年归属礐石公社，1984年达濠区成立后，仍为一乡，1987年属达濠街道办事处。为区重点侨乡之一。 明洪武年间（1368-1398）设古“烟墩”于东南面的“大岭山”上。 |
| 澳头   | 元代                       | 位于葛洲村北，元代时有马、史、郑等姓人家在村东临海处的雄鸡山麓（与葛洲北山相接）居住，属古“清刚乡”。明洪武元年（1368年）因遭海寇劫掠，故迁至今址。因该村地处港湾之首，是停舶之地，故名。 昔属潮阳县砂浦都，民国后属潮阳县第三区，1946年与葛洲、东湖合称潮光乡，同年划入汕头市第四区，1953年与妈屿合并，称妈澳乡，1957年又与葛洲、东湖合并复称潮光乡，属达濠区。1959年改称大队，1960年归属礐石公社。1984年复属达濠区，1987年属礐石街道。 为区重点侨乡之一。十九世纪初，便有村民侨居东南亚，1981年，村旅港同胞，在香港成立“旅港澳头同乡会”。清代在村东北设“烟墩”台，后改为升旗处。 |
| 西墩   | 明正统年间 1436-1450       | 处濠江北岸，与马滘村隔水对望。村落地势中央高，四周低，故虽近水滨，而历次台风咸潮高涨都没能淹没其中部地带，村人向喻为“浮水莲花”。该村原系濠江中一沙洲，因海相发育而连接陆地。昔称“西坉”（因处达濠之西），今书西墩，又名西堆。 明正统年间（1436-1450），有丘姓先民于村东筑屋定居。1946-1949年属潮阳县第三区珠园乡，1951年属三和乡，1956年自成一乡，1987年属达濠街道办事处。 |
| 马滘   | 至迟明代                   | 处濠江西岸。民国期间属潮阳县第三区。明代曾筑有寨，后毁。昔有盐田12400公亩，是达濠主要产盐区之一。今属马滘街道。 |
| 凤岗   | 元延祐六年 1319            | 濠江南段西岸，俗称“鸡岗”，以村背有一山岗状似鸡，故名。元延祐六年（1319年），郑姓人家到此捕捞定居，繁衍至今。今属马滘街道。 |
| 南山   | 明正德 1506-1521           | 位于濠江南段出海海口西岸南山湾，北沿濠江，南临南海。原称“南沙”，因西南面有虎仔山，故谓今名。明正德（1506-1521）年间，先后有人到此捕捞定居，分聚妈宫、大村、围仔、尾村四个村落。今属马滘街道。 |
| 茂洲   | 明代                       | 在西墩村西面，葛朱、葛陈东面。濒濠江，地处沙洲，取草木繁茂之意，故名。该村始创何时未详，明隆庆《潮阳县志》已有茂洲之名。民国后自成一乡，1946年属珠园乡，1951年属三和乡。1952年属潮阳县第三区，1958年属达濠公社，1976年属礐石公社，1984年自成一乡，1987年又属珠园乡。 村有萧、许两姓（历史上曾有何、郑二姓人家）。村北有茂洲岩，山巅有“睒仙石”、“淘金石”。日军曾在此挖壕筑碉堡。 |
| 葛朱   | 明天顺八年 1464年          | 位于濠江中游东岸，与葛陈相接。明天顺八年（1464年）创村，称葛头。向属潮阳县招收都，后改称葛园。民国后属潮阳县第三区。1946年属珠园乡，1951年与茂洲、西墩合称三和乡，1976年与葛陈各分大队称葛朱大队，属汕头市郊礐石公社，1984年属达濠区直辖乡，1987年又属珠园乡。今属礐石街道。 古“西山渡”在村东北，后辟为农田。 |
| 葛陈   | 明 成化八年 1472           | 位于濠江中游东岸。明天顺八年（1464年），有朱姓先在此定居。明成化八年（1472年），陈姓也来此居住，遂与葛朱聚成一村落（有时显界限），称葛头，后改称葛园。 昔属潮阳县招收都，民国后属潮阳县第三区，1946年属珠园乡，1951年合入三和乡，属达濠区，1952年属潮阳县第三区，1957年属达濠公社，1976年属礐石公社，1984年属达濠区，1987年又属达濠区珠园乡。今属濠江区礐石街道。 |
| 珠浦   | 大致北宋                   | 原称砂浦。宋元丰年间（1078-1085）属潮阳县奉恩乡。明洪武十四年（1381年）废乡团改都，遂称砂浦都，为都治所在。 民国属潮阳县第三区，自成一乡。1952年属潮阳县第三区。1958年属达濠公社，1976年属礐石公社。1984年称乡，属达濠区。1987年又属珠园乡，为乡人民政府驻地。今属濠江区礐石街道。 |
| 三联   | 明末                       | 在礐石香炉山南坡，珠浦村西面。由头村、中村、尾村组成，故名。据尾村李姓家谱，明末李姓人家从鸥汀来此定居。据说，在李姓定居前，已称有曾姓人家在附近猫山麓定居，后为避盗贼侵扰，搬迁于尾村。 昔属砂浦都，民国后属第三区，称附浦乡。1946年属珠园乡，1949年解放后，头村、中村、尾村各自成立农会。1955年属浦口乡，1958年属珠浦乡，1961年至1975年又合为三联大队，属达濠公社。1976年分为头、中、尾三个大队，属礐石公社。1984年又合成三联乡，属达濠区，1987年又属珠浦乡。今属礐石街道。 |
| 松山   | 清初                       | 位于礐石香炉山西侧，西临濠江。清初，有潮州磷溪曾姓人家于此搭寮耕种，后相继有澄海下浦陈姓，达濠青林黄姓，鮀浦天港林姓，下蓬渔洲吴姓等人家于此筑屋定居。 原名松仔山，因村后坡地榕丛生（潮俗称榕树为松树），故名。 1982年改称现名。1984年同磊口、棉花合成磊口乡。1987年各自为村，属礐石街道。 |
| 磊口   | 清初                       | 位于濠江北端磊口门。 清初，澄海外砂谢姓人家于此定居，后有鮀浦、河浦陈姓和渔洲吴姓等农民相继落户于此。 向为海防要地，清代设有“磊口汛营”，清初邱辉曾于此与清廷官兵血战。 1955年合棉花、松山、三联等村，称浦口乡，并为该乡驻地，属潮阳县第三区，1961年属礐石公社，1984年同松山、棉花村合为磊口乡，为乡政府驻地，1987年属礐石街道。 324国道、磊广大道在此相接。 |
| 棉花   | 清嘉庆 1796-1820           | 位于濠江磊口门西岸，1952年属潮阳县第三区，1961年属礐石公社。1984年起属磊口乡，1987年属礐石街道。 该村原系濠江入汕头港的近陆小岛，由于海相发育，遂与大陆连接。 清嘉庆年间（1796-1820），先后有石、赵姓人家于此筑屋定居。 原木棉树繁茂丛生，故名。 |
| 浔洄   | 明万历 1573-1620           | 北临牛田洋，原为潮、揭、澄三县海域交界处的一近陆岛屿，其后岛南面与大陆连接，遂成半岛。因地近水涯，水流回旋，故名浔洄。 明万历年间（1573-1620）已有人在此捕鱼、务农，并筑屋定居。该村“翁空大石”有清光绪十三年（1885年）碑记，载隶属澄海鮀浦都管辖。 1939年属汕头市，1949年后，先后属汕头市安平区、礐石公社。1984年自成一乡，属达濠区。1987年，属礐石街道。2003年，改属金平区。 |
| 蜈田   | 明嘉靖 四十三年 1564       | 位于礐石，北临汕头港，西北面为牛田洋。 明嘉靖四十三年（1564年）有澄海县吕姓人家及潮阳县人家相继在此定居。 村西北有一巨石，形如牛，故名牛田村。后改今名（“牛”、“蜈”音近）。 1959年改称“红光大队”，1984年改称“红光管理区”。 |
| 上人家 | 清初                       | 位于礐石香炉山北麓。 清初，潮阳峡山周姓和龙溪曾姓人家相继到该处定居。 邻村蜈田，村人称该处为“上面的人家”，遂为村名。 1959年后改称红旗大队，1984年称红旗管理区。 |
| 苏安   | 明代                       | 东临汕头港，明代称苏梅湾，清乾隆五十一年（1786年）有一顾姓农民在该处“下尾口”搭草寮定居，复有河浦、珠浦的农民至此落户耕种，遂成村落。 原名苏埃，昔属砂浦都。民国后属潮阳县第三区（达濠区），1946年属礐石，1950年改名“苏安村”，1959年改称红星大队，1984年称红星管理区。 |
| 东湖   | 南宋 绍熙年间 1190-1195    | 位于达濠东面，三面环山，东部临海。村西有道光年间建东湖岭山道通达濠。因村落处于盆地，又在达濠之东，故名。 该村古巷土地庙前《路记》载：南宋绍熙年间（1190-1195），已有庄、陈等姓先民在此定居并修乡道。明景泰至嘉靖年间（1450-1566）林、严、李姓等人家相继迁居该村。清道光元年（1821年）分上、下两乡，后合为一村。清同治年间（1862-1874）已有不少乡人出洋，为著名侨乡。 向属潮阳县砂浦都（其中“下乡”属招收都）。1946年与葛洲村合为“潮光乡”。1950年自成一乡。1957年与葛洲重合为“潮光乡”。1958年自成大队，向属达濠公社（镇）。1987年属广澳乡。今属广澳街道。 清乾隆初年（1740年）在村东“湖口嘴”建镇海塔（现仅存高3米的塔基），稍后，在石寮山南侧建堵风塔，塔分四层，高7.7米，至今完好。   |
| 埭头   | 明嘉靖 1522-1566           | 位于磊广大道与广达路相接处，前面平原，后倚山岗，因地处濠江主潮堤坝之首（取“埭”乃堤坝之义），故名。 据说系时嘉靖年间（1522-1566）创寨（今存残垣），向属潮阳县招收都。1933年与邻村白沙头村合为一乡，1946年同大浍、溪头、三寮、河渡等村并为南衡乡，1949年自成一村，1954年合入广澳乡，1959年与溪头、大浍、三寮、河渡合为下五大队，1962年自成大队，1984年改称乡，1987年称埭头村，属广澳乡，为乡政府驻地。今属广澳街道，为街道办事处驻地。 清康熙二十六年（1717年）曾设“烟墩”于村东的塔仔山上。 |
| 溪头   | 明代中期                   | 位于埭头村南，西面青洲盐场、濠江，东面汕头保税区、大海。 明朝中期，曾有洪、吕、何等姓氏（现已无此姓氏）在此捕鱼定居，后有宋、徐、陈、章、吴、郑等姓人家到来，形成聚落。 该村因处河流溪口（濠江古亦称河渡溪）之首，故名。 向属潮阳县招收都。1946年与广澳、三寮、河渡、大浍、埭头合称南衡乡，属潮阳县第三区。1959年与大浍、河渡、三寮、埭头并称下五大队，1962年分村自称大队，1984年仍合下五乡（除埭头村外）。1987年复属广澳乡。今属广澳街道。 原村落周围多砂堆，故广植“腊投”（即芦荟），以固定砂岗，为村屏障。 |
| 大浍   | 明代                       | 位于溪头、三寮之间。 明代称下浍。1945年属南衡乡，1952年属下五乡（大队）。今属广澳街道。 明隆庆元年（1567年）汤克宽招曾一本于此。 |
| 三寮   | 明代                       | 位于大浍村南，西面河渡盐场、濠江，东面汕头保税区、大海。 明隆庆《潮阳县志》已有三寮之名。明天启元年（1621年）四顾台碑刻，碑题“潮阳县三寮四顾台”已用其名。 据说原有林、何、靳三姓人家各搭寮在此定居，故名。 向属潮阳县招收都，1946年属南衡乡。1949年自成一村。1984年复属下五乡。1987年属广澳乡。今属广澳街道。 |
| 河渡   | 明隆庆间 1567-1572         | 位于濠江出海口东岸，与南山村隔水相望。村西门咀山与东、西屿对峙，形成濠江门户，俗称“咀”，古称河渡门。 唐代，河渡、广澳二山为达濠岛附近的独立岛屿，据1984年省海部勘探，该处由于两岛水下岩层抬升海砂冲积，沙坝露出水面，逐渐形成陆地，遂与达濠连成一岛。 村有一古渡口，故称是名。原西来的古道循惠来、经潮阳，在南山渡过河渡门（古渡口遗址尚存），再由广澳渡澄海、饶平入福建。渡口的设立，使该处渐成聚落。 明隆庆年间（1567-1572）有达濠凤岗郑姓人家于此定居，相继有佘、庄、张等姓到此落户，遂发展成村。 门咀山有清康熙五十六年（1717年）所建的河渡炮台遗址。2009年于此炮台遗址发现北宋皇祐四年（1052年）威武寨石刻。 1946年属南衡乡，1955年后属下五乡，1987年初属广澳乡。今属广澳街道。 |
| 广澳   | 清代                       | 位于达濠岛东南端，广澳大山西麓，前临广澳湾，北面为后江湾。 向属达濠区。1984年末划为汕头经济特区广澳开发区。1987年归属广澳乡。今属广澳街道。 明代以前此地为荒僻海疆瘠地，后逐渐有人到此捕捞、垦地成聚居。 各聚落有的相距5公里以上，故有“广澳十八乡”之称（计前澳埔、丘厝寮、郑厝、狗头宫。在外坑的有乌狄坑、龟坑、陈厝坑。已废的有上双坑、下双坑、鲤鱼埔、营仔角）。 清嘉庆十九年（1814年）始编乡。由于渔业经济发展，人口渐密，聚落连成一片。 广澳大山东北角为表角，建有表角灯塔。2009年，建有风能发电风车。村外即为广澳港。 |
| 河浦   | 宋嘉定年间 公元1208—1224年 | 古称濠浦。位于濠江上游西岸，叠石山麓。宋嘉定年间(公元1208—1224年)建村。该村东北濒濠江，以近水地带为浦，称濠浦；“濠”与“河”音近，后改称河浦村。北面环山，是一有山有水有平原的半丘陵自然村。聚落呈块状，分为河东、河南、河北三个聚落。 古迹有“叠石书房”。宝峰山上的“宝峰岩”是游览地。河浦街道驻地。 |
| 楼下   | 元至正年间 1341—1369       | 濠江西岸，位于河浦村北。元至正年间(公元1341—1369年)建村，因处阶梯形之山坡地，故名。属河浦街道。 |
| 肚桥   | 清道光 二十六年 1846年     | 位于濠江上游西侧。清道光二十六年(1846年)建村，昔时村境有一溪流，中段有桥，取名肚桥村。属河浦街道。 |
| 玉石   | 明代                       | 位于濠江中游西岸。明代建村，原名崎石。因村北有崎石山,传说山有巨石经常发光，故也称玉石。 |
| 岗背   | 元至正 二十三年 1363年     | 位于濠江中游西岸，与葛园对望。元至元二十三年(1363年)建村。 |
| 浮山   | 明嘉靖三十四年(1555年)     | 濠江西南。人口0.13万。村南有小山，南北两侧又有小河流过，远望小山如浮水上，故名浮山。明嘉靖三十四年(1555年)建村。有烈士蓝阿野墓。 |
| 下衙   | 明嘉靖年间 1522—1566       | 濠江西南。因村址在旧衙门之下方，故名。明嘉靖年间(公元1522—1566年)建村。特产“赤沙蚶”。濠江边有玻璃沙、红沙，建有玻璃沙厂。有明代“渡西庵”。 |
| 渡头仔 | 明万历十三年1585年         | 因昔时有一小渡口，故称渡头仔村。明万历十三年(公元1585年)建村。制粉业历史悠久，为传统副业。 |
| 新寮   | 明嘉靖                     | 明嘉靖以前建村。 |
| 钱塘   | 南宋绍定三年1230年         | 村东有水塘，初名塘边，后改今名。南宋绍定三年(1230年)建村。晒盐、捕鱼历史悠久，现有盐田18公顷，对虾池10公顷，浅海作业以撒网、三槽、竹排、下钓等为主。 |
| 华里   | 明正德元年1506年           | 因村址地势低洼，初名下里，民国时称下底，后雅称华里。明正德元年(1506年)建村。煮盐业历史悠久，现有盐田57.53公顷。对虾养殖较盛，有虾池26.67公顷，产品出口港、澳等地。 |
| 林后   | 明成化二十二年1486年       | 明成化二十二年(1486年)前林姓人在此建村。 |
| 东陇   | 明永乐年间1403—1424        | 濠江西南，南临南海。因村东是沙堆地，故名东陇村。明永乐年间(公元1403—1424年)建村。 |
| 路崎   | 明万历十四年1586年         | 因古时村境道路崎岖不平，故名路崎村。明万历十四年(1586年)，村人从马滘迁此建村。 |
| 洋背   | 明永乐年间1403—1424        | 建村时，北靠海洋，故称洋背。明永乐年间(公元1403—1424年)建村。制盐业历史悠久，现有盐田14.93公顷。还有蚝埕4公顷。淡水养殖鱼塘4公顷。 |
| 古家洞 |                            | 古名许家洞。昔时村地有一古洞，故村名古家洞。村人祖先从本镇洋背村迁此建村。 |
| 上店   | 明崇祯年间1628—1644        | 昔年村境有一小店，故村称上店。明崇祯年间(公元1628—1644年)建村。村东濒临南海，海滩地带遍植木麻黄等树木。 |
| 上头   | 明成化 二十二年 1486年     | 明成化二十二年（1486年）毛姓先到此定居，称上头村。今为多姓聚居。1958年后于海滩营造200公顷防风林带，种有生柑46.67公顷。1983年，香港同胞沈平林捐资架设输电线路，普及全村照明用电。 |
| 罗厝围 | 南宋 淳佑十年 1250年       | 南宋淳佑十年(1250年),罗氏到此建村，取名罗厝围村。 |
| 里前   | 清康熙五年 1666年          | 昔年村地状似鲤鱼，且有古井，称鲤脐，因“鲤脐”与“里前”谐音，后改称里前村。清康熙五年(1666年)建村。 |